# Tor (Felsformation)

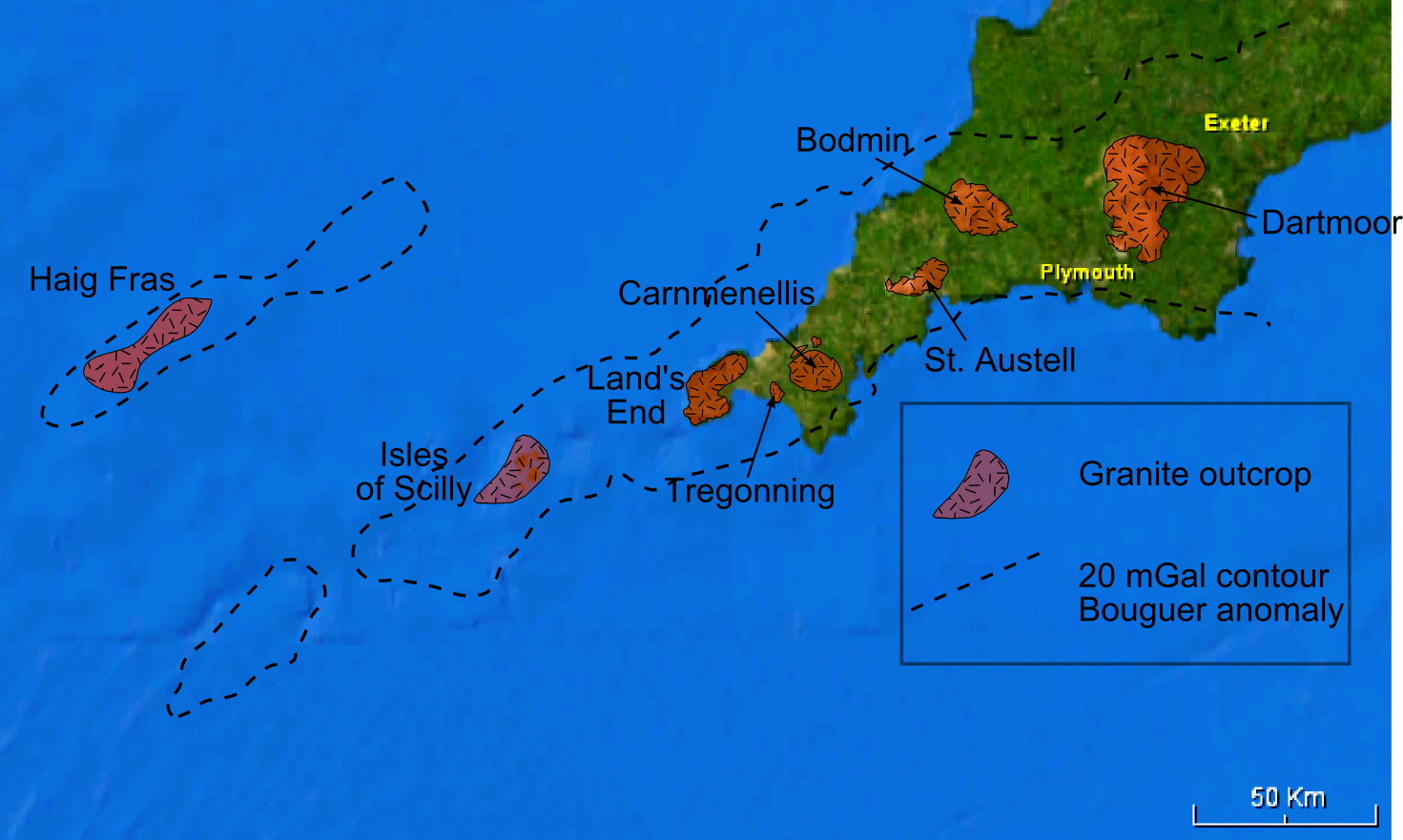
Granitaufschlüsse in Südwestengland

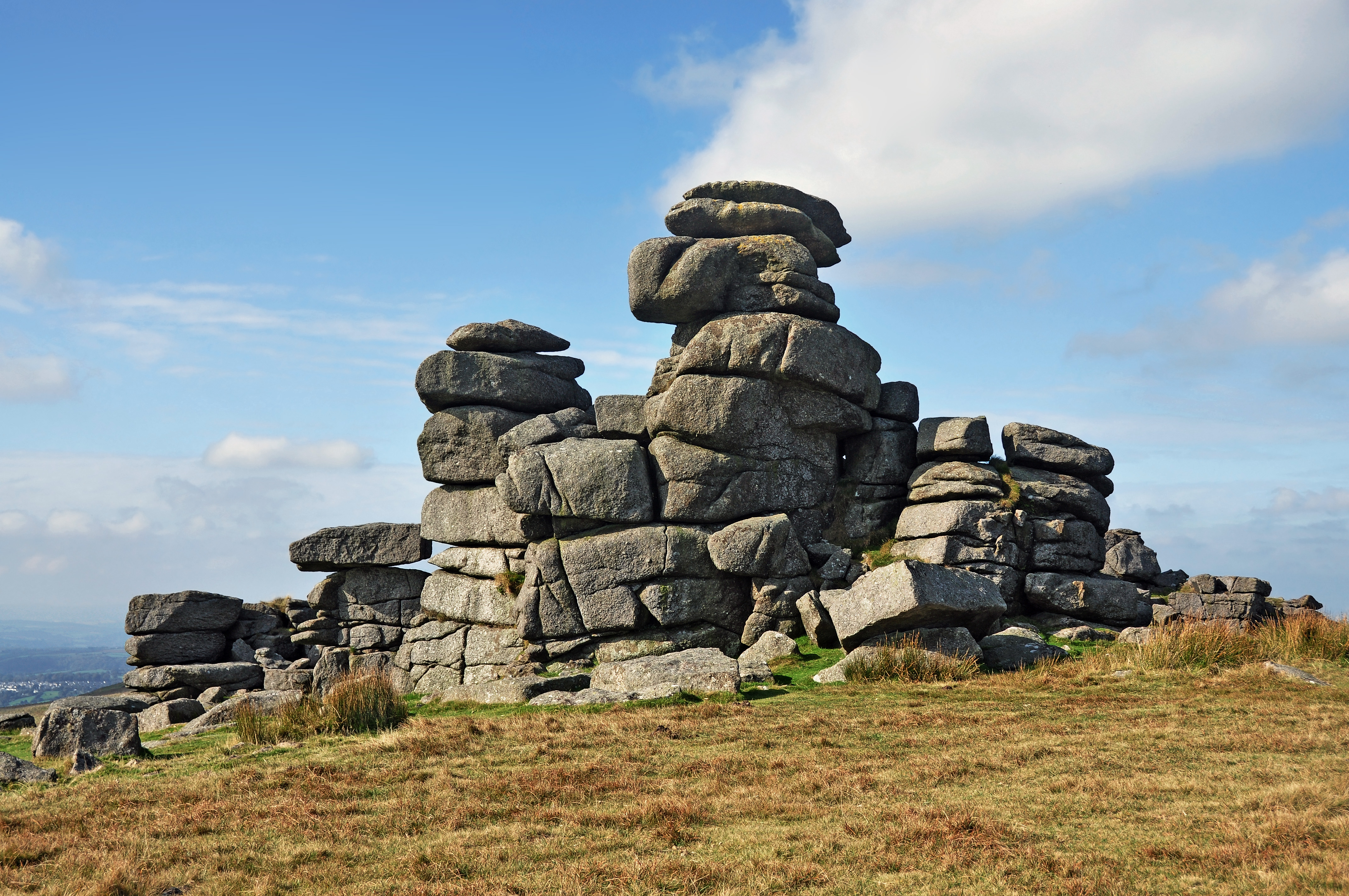
Great Staple Tor

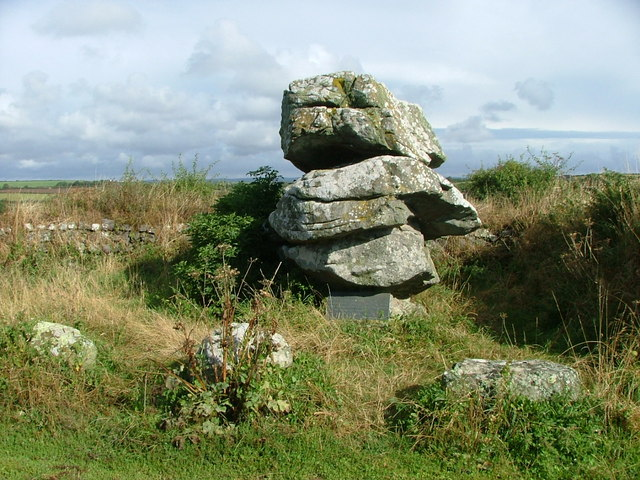
Giants Quoits bei Rosenithon

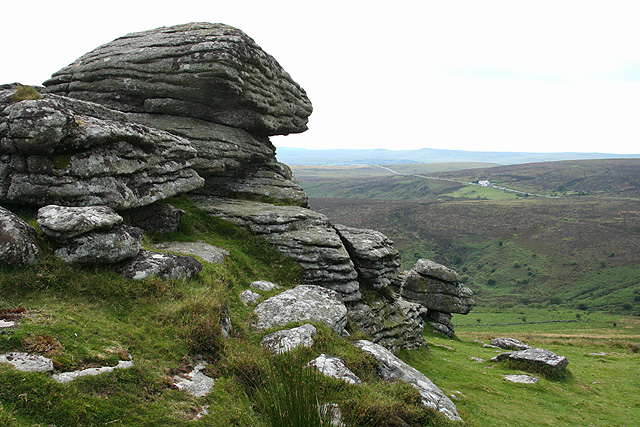
Birch Tor

Ein Tor ist in Großbritannien eine große, freistehende abgewitterte Felsnadel/Felsformation, die sich unvermittelt aus dem Umland erhebt. Im Südwesten Englands, insbesondere im Dartmoor von Devon und im Bodmin Moor in Cornwall wird der Begriff auch für die Hügel verwandt, aus denen sich die Tors erheben. Das Wort „tor“ (kornisch: tor; altwalisisch: twrr; walisisch: twr; schottisch-gälisch: torr) bedeutet Hügel und ist eines der wenigen keltischen Lehnwörter in der englischen Umgangssprache der Neuzeit.

## Felsformationen
Tors können aus Vulkangestein, metamorphen Gesteinen, Granit oder harten Sedimentgesteinen wie Quarzit und Sandstein gebildet werden. Sie sind meist weniger als fünf Meter hoch. Sie können monolithisch sein, wie Haytor, sind aber in der Regel in Stapel mit getrennten Ebenen unterteilt.
Die Datierung von Tors in Dartmoor hat gezeigt, dass die meisten zwischen 100.000 und 200.000 Jahre alt sind. Sie entstanden zu Beginn der letzten Eiszeit. Dagegen werden die Tors in den schottischen Cairngorms, der anderen klassischen Torkonzentration in Großbritannien, zwischen 200.000 und 675.000 Jahren datiert.
Es gibt Tors auch im Peak District und in den Pennines, wo das Wirtsgestein zumeist aus Sandstein (Millstone Grit) besteht.

## Felsformationen in Deutschland, die Tors entsprechen
- Externsteine Sandsteinformation im Teutoburger Wald
- Greifensteine im Erzgebirge
- Großer Waldstein im Fichtelgebirge
- einige der Harzklippen
- Wolfenstein (Fels) in Bayern